# 黄孟正
黄 孟正（こう もうせい、ファン モンツェン、1958年（昭和33年）9月30日 - ）は、日本棋院所属の囲碁棋士。
台湾出身。富田忠夫名誉九段に入門。門下に謝依旻。趣味はテニス。
9歳から父親の命令で囲碁を始める。1973年、日本棋院による台湾人院生への奨学金（王立誠に続き２人目）対象となり、訪日。

## 昇段・良績
- 1973年（昭和48年） 来日、院生
- 1976年（昭和51年） 入段
- 1981年（昭和56年） 五段　棋聖戦四段戦優勝
- 1984年（昭和59年） 六段
- 1987年（昭和62年） 七段
- 1989年（平成元年） 八段
- 1999年（平成11年） 通算400勝達成
- 2006年（平成18年） 九段
- 2007年（平成19年） 通算500勝達成

## 出演歴

### テレビ
- 棋力向上委員会 The PASSION!!（囲碁・将棋チャンネル、2004年10月 - ）